# Communauté de communes de la Lauter
La Communauté de communes de la Lauter est une ancienne intercommunalités du département du Bas-Rhin et la région Alsace, qui a existé de 2000 à 2014, date à laquelle elle a fusionné avec des intercommunautés voisines pour former la Communauté de communes de la plaine du Rhin.

## Historique
La Communauté de communes de la Lauter a été créée le 21 juillet 2000. Dans le cadre de réforme des collectivités territoriales, elle fusionne en 2014 avec la Communauté de communes de Seltz - Delta de la Sauer et la Communauté de communes de la plaine de la Sauer et du Seltzbach pour former la Communauté de communes de la plaine du Rhin.

## Composition
- Lauterbourg (5 délégués)
- Neewiller-près-Lauterbourg (2 délégués)
- Niederlauterbach (2 délégués)
- Oberlauterbach (2 délégués)
- Salmbach (2 délégués)
- Scheibenhard (2 délégués)

## Administration
La communauté de communes de la Lauter avait son siège à Lauterbourg. Son dernier président était Jean-Michel Fetsch, maire de Lauterbourg.